# Бжускі-Бжезінські
Бжускі-Бжезінські (пол. Brzóski Brzezińskie) — село в Польщі, у гміні Високе-Мазовецьке Високомазовецького повіту Підляського воєводства.
Населення — 135 осіб (2011).
У 1975-1998 роках село належало до Ломжинського воєводства.

## Демографія
Демографічна структура станом на 31 березня 2011 року:
|          | Загалом | Допрацездатний вік | Працездатний вік | Постпрацездатний вік |
| -------- | ------- | ------------------ | ---------------- | -------------------- |
| Чоловіки | 67      | 15                 | 46               | 6                    |
| Жінки    | 68      | 18                 | 36               | 14                   |
| Разом    | 135     | 33                 | 82               | 20                   |